# Sprawiedliwy
Sprawiedliwy – polski dramat filmowy z 2015 roku w reżyserii Michała Szczerbica. Zdjęcia do filmu kręcono w następujących lokacjach: Radziejowice, Kampinos, okolice Spychowa, Krosno pod Ornetą.

## Fabuła
Żydówka Hanna przyjeżdża do Polski w latach 60. XX wieku, by odbyć podróż śladami swej przeszłości. Ocalona jako dziecko przez polską rodzinę, wraca do Polski, chcąc przekonać swoich wybawców do przyjęcia medalu Sprawiedliwy wśród Narodów Świata. Zaangażowani w walkę z okupantem Polacy uważają, że nie powinni być nagradzani za wykonywanie ludzkiego obowiązku. Hanna szuka też swojego przyjaciela z dzieciństwa, miejscowego dziwaka Pajtka, który własnym ciałem chronił żydowską sąsiadkę przed Niemcami. Film nie szczędzi widzom przykrych obrazów polskiego donosicielstwa czy cwaniactwa, ale jednocześnie ukazuje przykłady ciepła i szlachetności. Nie epatuje przy tym zanadto krwawymi, naturalistycznymi obrazami przemocy, a mimo to wciąż wyraźnie wyczuwalne jest wypaczenie, jakiemu w czasie wojny uległa rzeczywistość.

## Nagrody i nominacje
- 2015 – Koszaliński Festiwal Debiutów Filmowych „Młodzi i Film” – odkrycie aktorskie[4]
- 2016 – Międzynarodowy Festiwal Filmów Historycznych i Wojskowych – "Brązowa Szabla" w kategorii filmu fabularnego[4]
- 2016 – Nowojorski Festiwal Filmów Polskich – Nagroda publiczności[4]
- 2017 – Polskie Nagrody Filmowe – nominacja – najlepszy dźwięk[4]